# زنبق‌های مزرعه (فیلم ۱۹۶۳)
زنبق‌های مزرعه یا سوسن‌های صحرا (به انگلیسی: Lilies of the Field) فیلمی ۹۴ دقیقه‌ای به کارگردانی رالف نلسون و با بازی سیدنی پوآتیه و لیلیا اسکالا محصول سال ۱۹۶۳ کشور ایالات متحده است. فیلمنامه این فیلم از رمانی به همین نام نوشته ویلیام ادموند بارت اقتباس شده‌است.

## خلاصهٔ داستان
ماشین هومر اسمیت (سیدنی پوآتیه) در راه خراب می‌شود. کنار می‌زند تا از چند راهبه‌ای که در آنجا هستند، آب بگیرد. راهبه‌ها در فکر ساختن کلیسایی در آنجا هستند و اسمیت را هدیه‌ای از جانب خدا می‌دانند که کلیسا را خواهد ساخت. او پس از کشمکش‌های پیاپی، از آنجا که مسیحی معتقدی است، حاضر به ساخت کلیسا می‌شود.

## مشروح داستان
هومر اسمیت، یک کارگر سیار، برای دریافت آب برای خودروی خود در مزرعه‌ای دورافتاده در آریزونا توقف می‌کند. او با گروهی از راهبه‌های اروپای شرقی به رهبری مادر ماریا مارتِه، زنی سخت‌گیر، روبه‌رو می‌شود که برای حفظ مزرعهٔ کوچک و فقیرانهٔ خود در دل بیابان تلاش می‌کنند. اگرچه در ابتدا بی‌میل است، هومر موافقت می‌کند که در ازای دریافت دستمزد، سقف آن‌ها را تعمیر کند. راهبه‌ها که انگلیسی را به‌خوبی نمی‌دانند، او را به طنز "اشمیت" (معادل آلمانی اسمیت) می‌نامند و او را به صرف غذا دعوت می‌کنند، به‌تدریج در دل او جای می‌گیرند.
هنگامی که هومر درخواست پرداخت دستمزد می‌کند، مادر ماریا با نقل‌قولی از موعظهٔ عیسی بر فراز کوه ("به سوسن‌های صحرا بنگرید...")، او را به ایمان و دوری از مادی‌گرایی فرامی‌خواند. هومر با آیه‌ای از انجیل لوقا (لوقا ۱۰:۷) پاسخ می‌دهد ("کارگر مستحق دستمزد خود است")، اما عزم مادر ماریا همچنان پایدار می‌ماند. هومر در تعامل با اهالی محلی، از جمله خوان، صاحب یک کافه، و یک کشیش سیار، از فرار سخت و پرمخاطرهٔ راهبه‌ها از پشت پرده آهنین و زندگی فقیرانه‌شان آگاه می‌شود. با وجود ناتوانی آن‌ها در پرداخت دستمزد، او با اکراه اقامت خود را تمدید می‌کند، با این چالش که برای جامعهٔ مکزیکی-آمریکایی نزدیک که کلیسای آن‌ها در فاصلهٔ زیادی قرار دارد، یک نمازخانه بسازد.
بی‌میلی اولیهٔ هومر به جاه‌طلبی تبدیل می‌شود، وقتی او رویای محقق‌نشدهٔ خود را برای تبدیل شدن به یک معمار اعتراف می‌کند. او با استفاده از مصالح اهدایی و پس‌انداز رو به کاهش خود، ساخت نمازخانه را به‌تنهایی آغاز می‌کند و بر دستیابی به کمال اصرار می‌ورزد. اختلافات با مادر ماریا شدت می‌گیرد، زیرا او بر واقع‌گرایی تأکید می‌کند، نه بر آرمان‌گرایی‌های هومر، و این موجب می‌شود که هومر پروژه را به‌طور موقت رها کند. او پس از بازگشت، با حالت خماری اما پشیمان، هدف تازه‌ای می‌یابد، در حالی که جامعهٔ محلی به‌تدریج برای کمک به او گرد هم می‌آیند. اهالی به او مصالح و نیروی کار اهدا می‌کنند و تلاش انفرادی هومر به یک تلاش جمعی تبدیل می‌شود، هرچند که او در ابتدا با مشارکت آن‌ها مخالفت می‌کند.
با پیشرفت ساخت، رهبری هومر احترام همه را جلب می‌کند، حتی از اشتون، یک پیمانکار بی‌اعتنا که بعداً به او پیشنهاد کار می‌دهد. تکمیل نمازخانه به یک پیروزی تلخ‌وشیرین می‌انجامد: هومر به‌طور مخفیانه کار خود را امضا می‌کند، نمادی از افتخار و فروتنی. در شب مراسم تقدیس، مادر ماریا به‌طور غیرمستقیم از او می‌خواهد بماند، اما هومر که می‌داند شراکت آن‌ها به سرانجام طبیعی خود رسیده است، شبانه بی‌سروصدا آنجا را ترک می‌کند. طنین سرود "آمین" که راهبه‌ها از او آموخته‌اند، هنگام رانندگی او، سپاسگزاری بی‌کلام آن‌ها را آشکار می‌سازد.

## جوایز
- جایزه گلدن گلوب بهترین بازیگر مرد فیلم درام